# Molvena guttalis
Molvena guttalis är en fjärilsart som beskrevs av Walker 1865. Molvena guttalis ingår i släktet Molvena och familjen nattflyn. Inga underarter finns listade i Catalogue of Life.